# Una somma di piccole cose
Una somma di piccole cose è il decimo album in studio del cantautore italiano Niccolò Fabi, pubblicato nel 2016, premiato nello stesso anno con la Targa Tenco per il miglior album in assoluto.

## Il disco
L'album è stato ideato e scritto in circa due mesi in una casa in campagna nei pressi di Campagnano, vicino a Roma, in cui l'autore ha vissuto da solo. La valle di Baccano in cui si trova il comune appare anche nella copertina del disco.
Per quanto riguarda lo stile, Fabi ha dichiarato di essersi ispirato a Bon Iver, Damien Rice, Ben Howard e Sufjan Stevens.
Nel disco è presente una cover: si tratta del brano Le cose non si mettono bene del gruppo Hellosocrate, band laziale apprezzata da Fabi che ha interrotto la sua attività dopo la scomparsa del cantante Alessandro Dimito.
La canzone Facciamo finta è dedicata alla figlia scomparsa nel 2009.
Nel tour promozionale, iniziato a maggio 2016, l'autore è stato affiancato, tra gli altri, da Alberto Bianco, Damir Nefat, Filippo Cornaglia e Matteo Giai.

## Tracce
1. Una somma di piccole cose – 4:45
2. Ha perso la città – 3:24
3. Facciamo finta – 3:51
4. Filosofia agricola – 4:33
5. Non vale più – 5:25
6. Una mano sugli occhi – 5:36
7. Le cose non si mettono bene – 3:42
8. Le chiavi di casa – 5:12
9. Vince chi molla – 2:54

## Classifiche
| Classifica (2016) | Posizione massima |
| ----------------- | ----------------- |
| Italia            | 1                 |